# Svenska Österbottens förbund för utbildning och kultur
Svenska Österbottens förbund för utbildning och kultur (SÖFUK) är en 1994 grundad samkommun i Finland i vilken de 14 tvåspråkiga kommunerna i Svenska Österbotten är medlemmar. 
Samkommunen, som har sitt säte i Vasa, har att bevaka svenskösterbottningarnas intressen inom utbildning och kultur på sitt verksamhetsområde. SÖFUK driver svensk yrkesutbildning i verksamhetsområdet genom Yrkesakademin i Österbotten (YA), som räknas till en av de största svenskspråkiga yrkesutbildarna i Finland. Regionteaterverksamheten sker inom ramen för Wasa Teater som är den enda professionella teatern på svenska i Österbotten. För kulturbevakningen finns enheten Kultur Österbotten.